# Alpheon (marka samochodów)
Alpheon – dawny południowokoreański producent samochodów osobowych z siedzibą w Inczonie działający w latach 2010–2015. Marka należała do amerykańskiego koncernu General Motors.

## Historia
W 2010 roku południowokoreański oddział koncernu General Motors wprowadził na lokalny rynek nową markę Alpheon, z premierą podczas Busan Auto Show. Ofertę filii jeden model pozbawiony dodatkowej nazwy w postaci wyższej klasy sedana.
Samochód był identyczny w stosunku do oferowanego w Ameryce Północnej Buicka LaCrosse’a, trafiając do produkcji w zakładach GM Daewoo w Inczonie.
Alpheon zachował niszową i marginalną pozycję w portfolio GM Korea, pozostając w sprzedaży do 2015 roku. Wówczas marka została wycofana z rynku, a rolę dużego, sztandarowego sedana przejął model Impala.

## Modele samochodów

### Historyczne
- Alpheon (2010–2015)